# 芒特普萊森特 (印地安納州約翰遜縣)
芒特普萊森特（英語：Mount Pleasant）是位於美國印地安納州約翰遜縣的一個非建制地區。該地的面積和人口皆未知。